# José Echegaray
José Echegaray y Eizaguirre (ur. 19 kwietnia 1832 w Madrycie, zm. 4 września lub 14 września 1916 tamże) – hiszpański matematyk, inżynier, dramatopisarz i polityk, laureat Nagrody Nobla w dziedzinie literatury za rok 1904.

## Życiorys
Syn profesora filologii klasycznej, pochodził z rodziny o korzeniach baskijskich. W wieku lat 14 uzyskał tytuł bakałarza nauk filozoficznych i podjął studia matematyczne na uniwersytecie w Madrycie. Po ich ukończeniu pracował jako wykładowca matematyki na tamtejszej politechnice, jednocześnie studiując ekonomię, filozofię i geologię, by w końcu zająć się polityką. Był posłem, prezesem Banku Hiszpanii oraz szefem resortu pracy, a później ministrem finansów.
Uważany jest za jednego z najwybitniejszych matematyków ówczesnej doby: jego największą zasługą dla rozwoju hiszpańskich nauk ścisłych było rozpowszechnienie w Hiszpanii geometrii według Michela Chaslesa, teorii Galois oraz funkcji eliptycznych. Inny współczesny mu matematyk, Julio Rey Pastor, powiedział o nim: Dla hiszpańskiej matematyki XIX wiek zaczyna się w roku 1856, wraz z Echegerayem.

## Twórczość literacka
Debiutował późno, w wieku lat 42, sztuką Książeczka czekowa. Okazał się autorem bardzo płodnym, ma w dorobku ponad 60 komedii i dramatów. W swojej twórczości jest wierny tradycjom klasycznego teatru hiszpańskiego – pojawiają się w niej liczne nawiązania do dzieł Calderóna de la Barca oraz wątki religijne i moralistyczne. W jego sztukach widać także skłonność do sentymentalizmu, a ich tematyka oscyluje wokół konfliktów moralnych związanych z wiernością małżeńską, honorem i rycerskością. W późniejszych utworach zauważalne są wpływy twórczości Henrika Ibsena, a do głosu dochodzi poetyka naturalistyczna.
W 1894 roku został członkiem Hiszpańskiej Akademii Królewskiej; dziesięć lat później, w 1904 roku, wspólnie z Frédérikiem Mistralem, otrzymał literacką Nagrodę Nobla – w uznaniu zasług „dla odrodzenia tradycji hiszpańskiego dramatu”.

### Najważniejsze dzieła
En el puño de la espada (W rękojeści szpady), 1875
O locura o santidad (Głupota albo świętość), 1877
El gran Galeoto, 1881 (wydanie polskie pod tytułem Galeotto 1894)